# Jean Acker
Jean Acker (Trenton, Nova Jérsei, 23 de outubro de 1893 – Los Angeles, Califórnia, 16 de agosto de 1978) foi uma atriz de cinema norte-americana cuja carreira se estendeu desde a época do cinema mudo até os anos 50. Ela se tornou, talvez, mais conhecida como a ex-esposa do astro de cinema mudo Rodolfo Valentino.

## Carreira
Acker nasceu Harriet Acker em Trenton, Nova Jérsei, onde estudou. Atuou em vaudevilles até se mudar para a Califórnia em 1919. Ao chegar em Hollywood, Acker se tornou protegida e amante de Alla Nazimova, uma atriz de cinema, cuja influência e contatos levaram Acker a negociar um contrato de US$ 200 por semana com um estúdio de cinema. Acker atuou em diversos filmes durante os anos 1910 e 1920, mas no início dos anos 1930 começou a aparecer apenas em pequenos papéis, não creditados. Ela fez sua última aparição na tela no filme de 1955 How to Be Very, Very Popular, ao lado de Betty Grable.

## Casamento com Valentino
Depois de conhecer e fazer amizade com o ator Rodolfo Valentino em uma festa, eles tiveram um namoro de dois meses e se casaram em 6 de novembro de 1919. Acker rapidamente se arrependeu e o trancou para fora de seu quarto de hotel, na noite de núpcias. Teoricamente, o casamento nunca foi consumado.
Após o pedido de divórcio, Valentino não esperou o período necessário para que esse pudesse ser finalizado, antes de se casar com sua segunda esposa, Natacha Rambova, no México, e foi acusado de bigamia quando o casal retornou aos Estados Unidos. Acker, em seguida, processou Valentino pelo direito legal de ser chamada “Sra. Rodolfo Valentino”. Valentino ficou zangado com ela por vários anos, mas eles reataram sua amizade antes de sua morte, em 1926. Acker escreveu uma canção popular sobre ele, logo depois que ele morreu, chamada "We Will Meet at the End of the Trail" (“Vamos nos encontrar no final da trilha”).
Acker teve um romance com a atriz Alla Nazimova, que a incluiu no "Sewing circles", um grupo que congregava as atrizes que foram obrigadas a ocultar o fato de que eles eram romanticamente e sexualmente atraídos por mulheres, lésbicas e bissexuais. Acker tece um caso, também, com a atriz Grace Darmond.

## Morte
Após o divórcio de Valentino em 1923, Acker conheceu Chloe Carter, uma ex-integrante do “Ziegfeld Follies”, com quem ela ficaria para o resto de sua vida. O casal possuía um apartamento em Beverly Hills. Acker morreu de causas naturais em 1978, aos 84 anos, e está sepultada próxima a Carter no Holy Cross Cemetery em Culver City, Califórnia.

## Filmografia seleta
| Ano  | Título                             | Papel                 | Notas                                 |
| ---- | ---------------------------------- | --------------------- | ------------------------------------- |
| 1913 | The Man Outside                    | Helen Lattimore       |                                       |
| 1913 | In a Woman's Power                 |                       |                                       |
| 1913 | Bob's Baby                         | Prima de Bob          |                                       |
| 1913 | The Daredevil Mountaineer          |                       |                                       |
| 1914 | The $5,000,000 Counterfeiting Plot | Helen Long            |                                       |
| 1915 | Are You a Mason?                   |                       | Título Alternativo: The Joiner        |
| 1919 | Never Say Quit                     | Vamp                  |                                       |
| 1920 | The Round-Up                       | Polly Hope            |                                       |
| 1921 | Brewster's Millions                | Barbara Drew          |                                       |
| 1922 | Her Own Money                      | Ruth Alden            |                                       |
| 1923 | The Woman in Chains                | Felicia Coudret       | Creditada como Sra. Rodolfo Valentino |
| 1925 | Braveheart                         | Sky-Arrow             |                                       |
| 1927 | The Nest                           | Belle Madison         |                                       |
| 1933 | No Marriage Ties                   | Aia de Adrienne       | Não creditada                         |
| 1934 | Miss Fane's Baby Is Stolen         | Amiga de Miss Fane    | Não creditada                         |
| 1935 | No More Ladies                     | Extra no Nightclub    | Não creditada                         |
| 1936 | San Francisco                      |                       |                                       |
| 1937 | Vogues of 1938                     | Extra                 | Não creditada                         |
| 1939 | Good Girls Go to Paris             | Ponta                 | Não creditada                         |
| 1940 | My Favorite Wife                   | Testemunha            | Não creditada                         |
| 1942 | Obliging Young Lady                | Prima                 | Não creditada                         |
| 1944 | The Thin Man Goes Home             | Tart                  | Não creditada                         |
| 1945 | Spellbound                         | Matron                | Não creditada                         |
| 1946 | It's a Wonderful Life              |                       | Não creditada                         |
| 1947 | The Peril of Pauline               | Telefonista           | Não creditada                         |
| 1948 | Isn't It Romantic?                 | Mulher da cidade      | Não creditada                         |
| 1951 | The Mating Season                  | Participante da festa | Não creditada                         |
| 1952 | Something to Live For              | Esposa                | Não creditada                         |
| 1955 | How to Be Very, Very Popular       | Ponta                 | Não creditada                         |